# Kulturzug

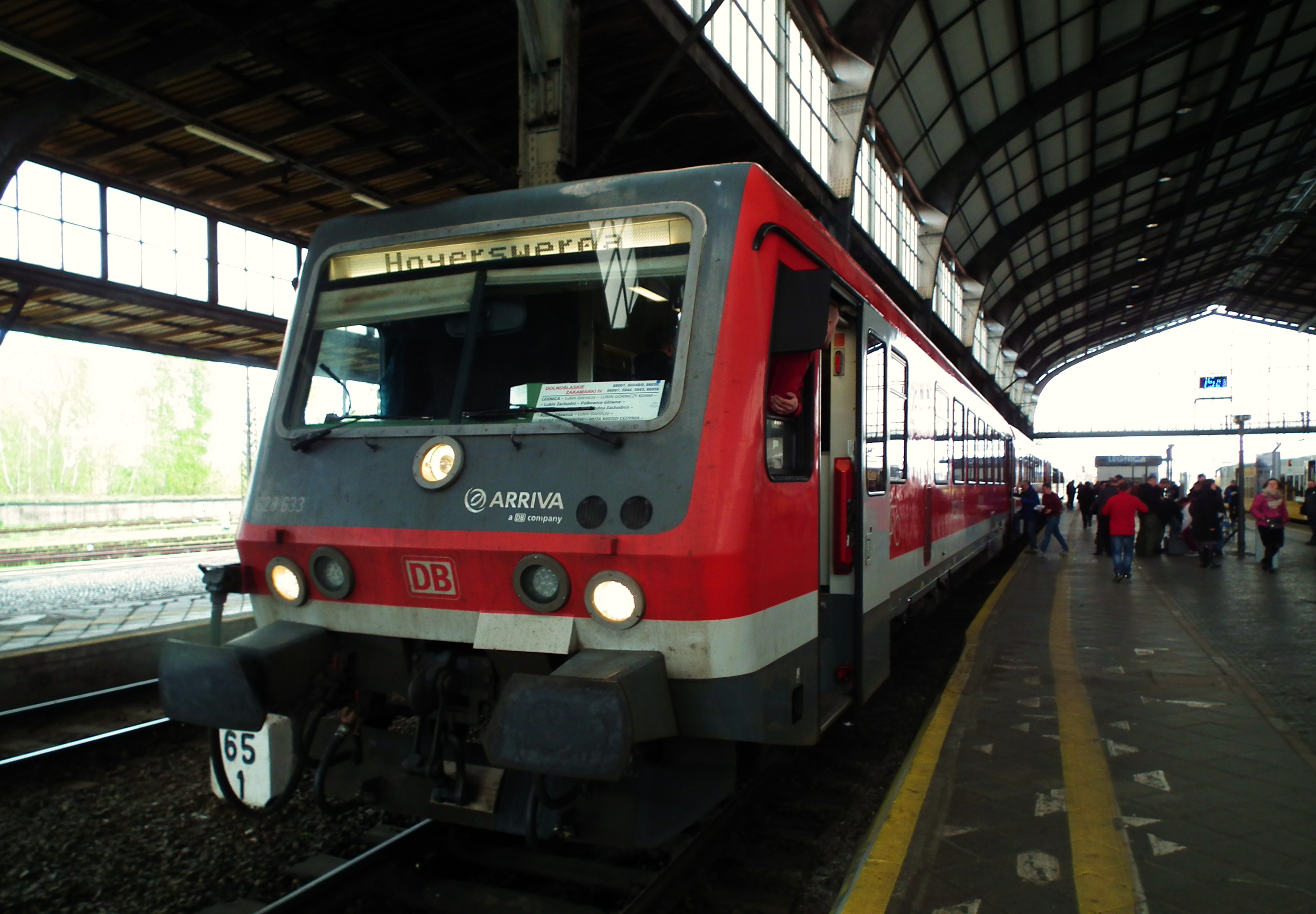
Dieseltriebzug der Baureihe 628.4 als "Kulturzug"

Der Kulturzug (polnisch: Pociąg do kultury wörtlich übersetzt "Zug zur Kultur") ist eine internationale Zugverbindung zwischen Berlin, Cottbus und Breslau. Die beiden Zugpaar verkehren als Interregio-Express (IRE), seit dem Fahrplanwechsel am 15. Dezember 2024 ist es die bundesweit einzige IRE-Verbindung überhaupt.   
Im Zug wird ein Kulturprogramm angeboten. Die Verbindung entstand im April 2016 als eine der Veranstaltungen im Rahmen der damaligen Kulturhauptstadt Europas und als Versuch, diese Veranstaltung in Berlin zu bewerben. Aufgrund der großen Beliebtheit der Verbindung wurde der Betrieb zunächst bis Dezember 2016 und dann bis Ende 2018 verlängert, wobei das Kulturprogramm beibehalten wurde. Den Plänen zufolge sollte der Zug im Jahr 2020 bis zum 12. Dezember fahren, aufgrund der COVID-19-Pandemie wurde diese Zeit jedoch auf den 15. November verkürzt. In der Saison 2021 wurde die Verbindung am 18. Juni wieder aufgenommen. Die Verbindung wurde am 2. Januar 2023 wieder ausgesetzt und dann am 16. Juni 2023 bis zum 2. Januar 2024 reaktiviert. Seit 19. April 2024 verkehrt der Zug wieder an Freitagen und Samstag nach Breslau und Freitags und Sonntags zurück nach Berlin. Betreiber des Projekts ist auf polnischer Seite Koleje Dolnośląskie, auf deutscher Seite DB Regio. Die Verbindung wurde von Dieseltriebzügen der Baureihe 628.4 bedient. Von Dezember 2019 bis Januar 2023 wurden Fahrzeuge der Baureihe 642 eingesetzt.
Am 9. November 2017 wurde das Programm mit dem Preis „Europäische Kulturmarke“ in der Kategorie „Trend 2017“ ausgezeichnet.

## Geschichte
Der Kulturzug war Teil der Kulturhauptstadt Europas sowie des internationalen kulturellen Projekts Breslau – Berlin 2016 Europäische Nachbarn. Die Verbindung entstand in Zusammenarbeit der Länder Berlin und Brandenburg, des Verkehrsverbunds Berlin-Brandenburg (VBB), der DB Regio und der Koleje Dolnośląskie. Die Kosten für das Projekt betrugen 300.000 Euro und wurden von allen beteiligten Parteien getragen - die deutsche Seite zahlte 270.000 Euro, während die Stadt Breslau 30.000 Euro zahlte. Der Zug wurde hauptsächlich eingeführt, um den Berlinern die Wochenendveranstaltungen im Rahmen der Europäischen Kulturhauptstadt näher zu bringen. Zum Zeitpunkt seiner Einführung hatte Breslau keine direkte Zugverbindung nach Berlin; der letzte Zug, der "Wawel" aus Krakau, wurde zwei Jahre zuvor eingestellt. Ursprünglich sollte der Zug bis zum 25. September verkehren, aber sein Betrieb wurde bis zum Ende der Europäischen Kulturhauptstadt verlängert. Nach Abschluss des einjährigen Ereignisses blieb die Popularität der Verbindung hoch, daher beschloss man, den Betrieb bis 2018 aufrechtzuerhalten. Bis Oktober 2017 nutzten über 30.000 Fahrgäste die Verbindung. Aufgrund der COVID-19-Pandemie wurde die Verbindung am 15. November 2020 ausgesetzt und für die Saison 2021 erst ab dem 18. Juni 2021 wieder aufgenommen.
Die Fahrt führte von Berlin-Lichtenberg über Cottbus, Forst (Lausitz), Sorau, Sagan und Liegnitz zum Breslau Hauptbahnhof. Die Fahrzeit in eine Richtung beträgt 4,5 Stunden. Während der Fahrt wurde ein deutsch-polnisches Kulturprogramm durchgeführt, an dem bis November 2017 etwa 300 Künstler teilnahmen. Die Fahrt war mit Konzerten, Autorentreffen und Ausstellungen verbunden. Im Zug gab es auch eine mobile Ausstellung über bekannte Persönlichkeiten aus Breslau mit polnischem und deutschem Hintergrund sowie eine Bibliothek. Im Zug fanden verschiedene kulturelle Veranstaltungen statt, darunter "Landschaft in Bewegung", "Alter Schrott in den Müll - ein amerikanisch-europäisches politisches Performance", "Entdeckungen aus dem Leben ... Gesichter und Landschaften", "Supermigranten", an denen unter anderem Olga Tokarczuk, die deutschen Schriftsteller Emilia Smiechowski und Tanja Dückers, sowie Katja Pietrowskaja, Nadia Szagdaj, das performativ-kollektive Club Real, die Band Ga-Ga/Zielone Żabki und der Musiker Paul Brody teilnahmen.